# Hlásná Lhota (Podhradí)
Hlásná Lhota (německy Groß Lhota) je vesnice, část obce Podhradí v okrese Jičín. Nachází se asi 1,5 km na severozápad od Podhradí. V roce 2009 zde bylo evidováno 51 adres. V roce 2001 zde trvale žilo 63 obyvatel.
Hlásná Lhota leží v katastrálním území Hlásná Lhota u Jičína o rozloze 2,84 km2.

## Historie
První písemná zmínka o obci pochází z roku 1358.

## Pamětihodnosti v okolí
- Barokní kaple Loreta na vrcholu stejnojmenného kopce (415 m)